# The Art of Computer Game Design
The Art of Computer Game Design (El arte del diseño de juegos de computadora) de Chris Crawford es el primer libro dedicado a la teoría de la computadora y los videojuegos. El libro intenta clasificar los juegos de computadora y habla sobre preceptos de diseño que sirven como pautas para los diseñadores de juegos. Fue publicado originalmente en Berkeley, California por McGraw-Hill/Osborne Media en 1984. La edición original ahora está agotada, pero a partir de 1997 estuvo disponible como descarga gratuita desde un sitio mantenido por la Universidad Estatal de Washington, Pullman. En 2011 se eliminó la descarga gratuita y el texto está actualmente disponible como libro electrónico de Kindle.

## Antecedentes
Crawford en 1981 y 1982 fue coautor de una serie de artículos técnicos en Byte sobre el desarrollo de juegos para las computadoras Atari de 8 bits. Los artículos fueron recogidos en De Re Atari. En diciembre de 1982 publicó un artículo en Byte sobre aspectos abstractos del diseño del juego, utilizando Legionnaire como ejemplo.

## Recepción
Al llamar al autor "un maestro en el diseño de juegos de computadora", PC Magazine felicitó a Crawford por usar sus propios juegos como ejemplos de éxito y fracaso, y recomendó el libro tanto a los diseñadores como a los jugadores. Orson Scott Card fue menos favorable, escribiendo en Ahoy! que "cuando uno de los mejores diseñadores de juegos de computadora en el negocio escribe un libro sobre diseño de juegos de computadora, esperas que sea maravilloso (...) Y cuando The Art of Computer Game Design resultó ser simplemente fascinante pero a menudo superficial y a veces simplemente equivocado, me decepcionó ".